# Godula (herb szlachecki)
Godula (Goduła, Boduła) – polski herb szlachecki.

## Opis herbu
W polu błękitnym 3 lilie srebrne w słup.
W klejnocie nad hełmem w koronie 5 piór strusich.

## Najwcześniejsze wzmianki
Według Juliusza Ostrowskiego herb pochodzi z XIII wieku.

## Herbowni
Badowski, Boduła, Boduszyński, Brzezicki, Desznicki, Dziewiecki, Godula, Laus, Lauz, Ławiec, Paszczycki, Paszczyński, Pieczyński, Piskorzewski, Ros, Rosz, Rosza, Stretski, Wstowski